# ファエード・ヴァルテッリーノ
ファエード・ヴァルテッリーノ（伊: Faedo Valtellino）は、イタリア共和国ロンバルディア州ソンドリオ県にある、人口約500人の基礎自治体（コムーネ）。

## 地理

### 位置・広がり
ソンドリオ県中部に位置するコムーネ。県都ソンドリオから南東へ3km、ティラーノから西南西へ22km、州都ミラノから北東へ95kmの距離にある。

#### 隣接コムーネ
隣接するコムーネは以下の通り。
- アルボザッジャ
- モンターニャ・イン・ヴァルテッリーナ
- ピアテーダ
- ソンドリオ

### 地震分類
イタリアの地震リスク階級 (it) では、3 に分類される
。